# Sypavka borovice

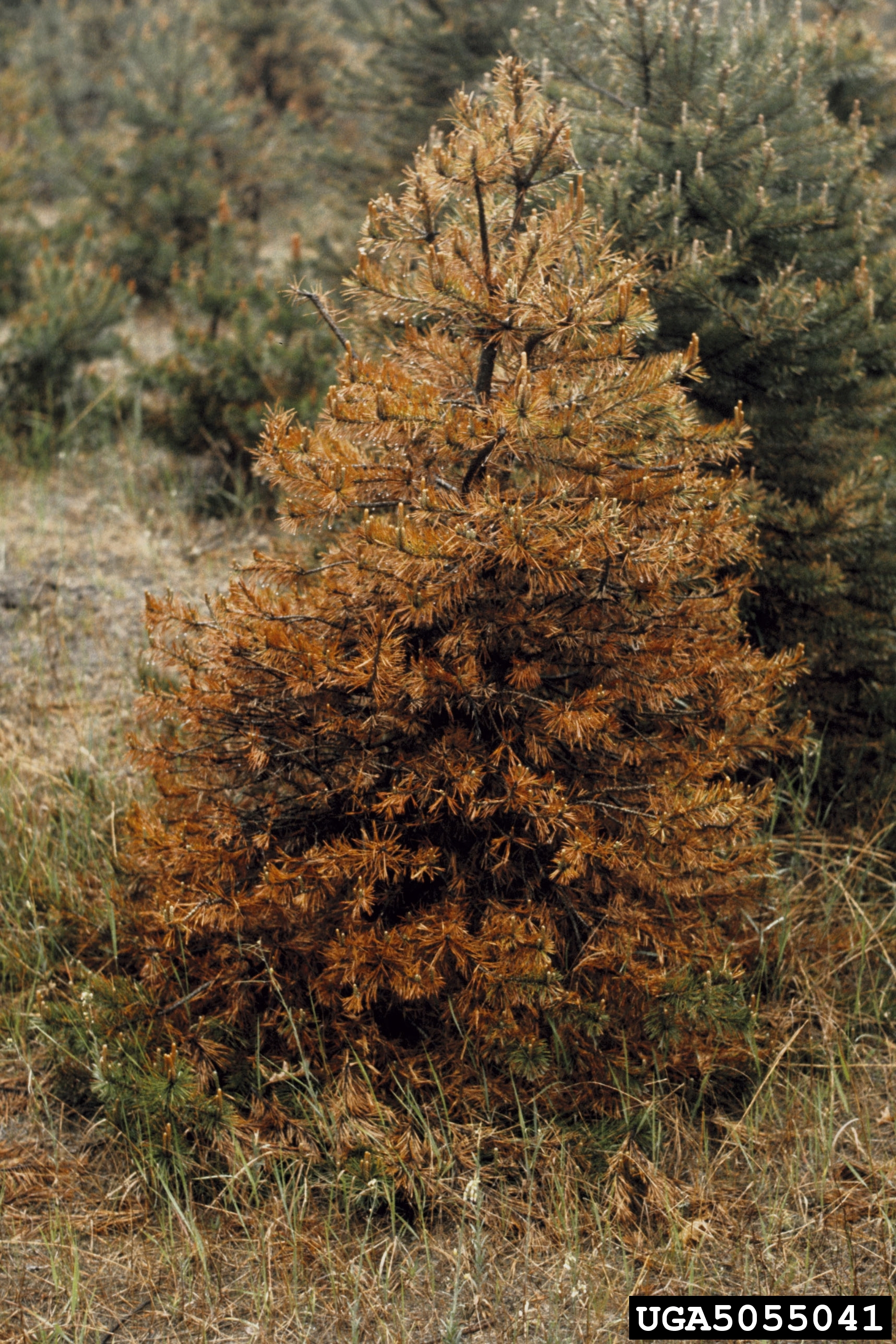
Sypavka způsobená houbou Lophodermium seditiosum.

Sypavka borovice je choroba borovic způsobovaná houbou sypavka borová (Lophodermium seditiosum) a podle některých zdrojů i houbou skulinatec borový (Lophodermium pinastri). Jde o jednu z nejrozšířenějších  houbových chorob borovice, která napadá jehlice. Hlavní infekční období bývá během června, ve vyšších polohách v červenci až září, infekci podporuje vlhké počasí. 
Podle některých zdrojů je skulinatec borový (Lophodermium pinastri) pouze saprofytem, který doprovází houbu Lophodermium seditiosum, nebo se na napadených jehlicích vyskytuje jako saprofyt. Někdy je s houbou sypavka borová zaměňován. To, co je ve starší literatuře  a v průběhu desetiletí nazýváno a v literatuře opakovaně opisováno jako patogen skulinatec borový Lophodermium pinastri je podle novějších výzkumů ve skutečnosti komplex nejméně dvou různých hub známých jako Lophodermium pinastri a Lophodermium seditiosum. K rozlišení obou druhů lze použít méně často barvu pysků, barvu hysterotecia a perimetrovou linii. Naopak velmi dobrými znaky pro rozlišení uvedených druhů jsou zonální linie a tvar hysterotecia.

## Hostitel
- borovice černá Pinus nigra
- borovice kleč Pinus mugo
- borovice těžká Pinus resinosa
- borovice lesní Pinus sylvestris

## Symptomy
Na podzim se na nejstarších jehlicích objevují zpočátku malé žluté skvrny, které se zvětšují, reziví a tmavnou až černají. Vytvářejí na jehlicích vyvýšené polštářky. Počet žlutých skvrn na jehlici se používá pro signalizaci míry napadení a stanovení dalšího postupu. Tmavé plodnice o velikosti přibližně 1 mm na světlých žlutohnědých jehlicích připomínají tvarem a svislou mezerou kávová zrna s výraznou černou barvou.
Na jaře vyrůstají na odumřelých jehlicích velmi drobné pyknidy, obsahující tyčinkovité konidie, v další vegetaci narůstají hysterothécia (tmavé plodnice). Ve vlhkém prostředí se otevírají a uvolňují se z nich spóry. Konidie jsou uvolňovány prakticky po celý rok.

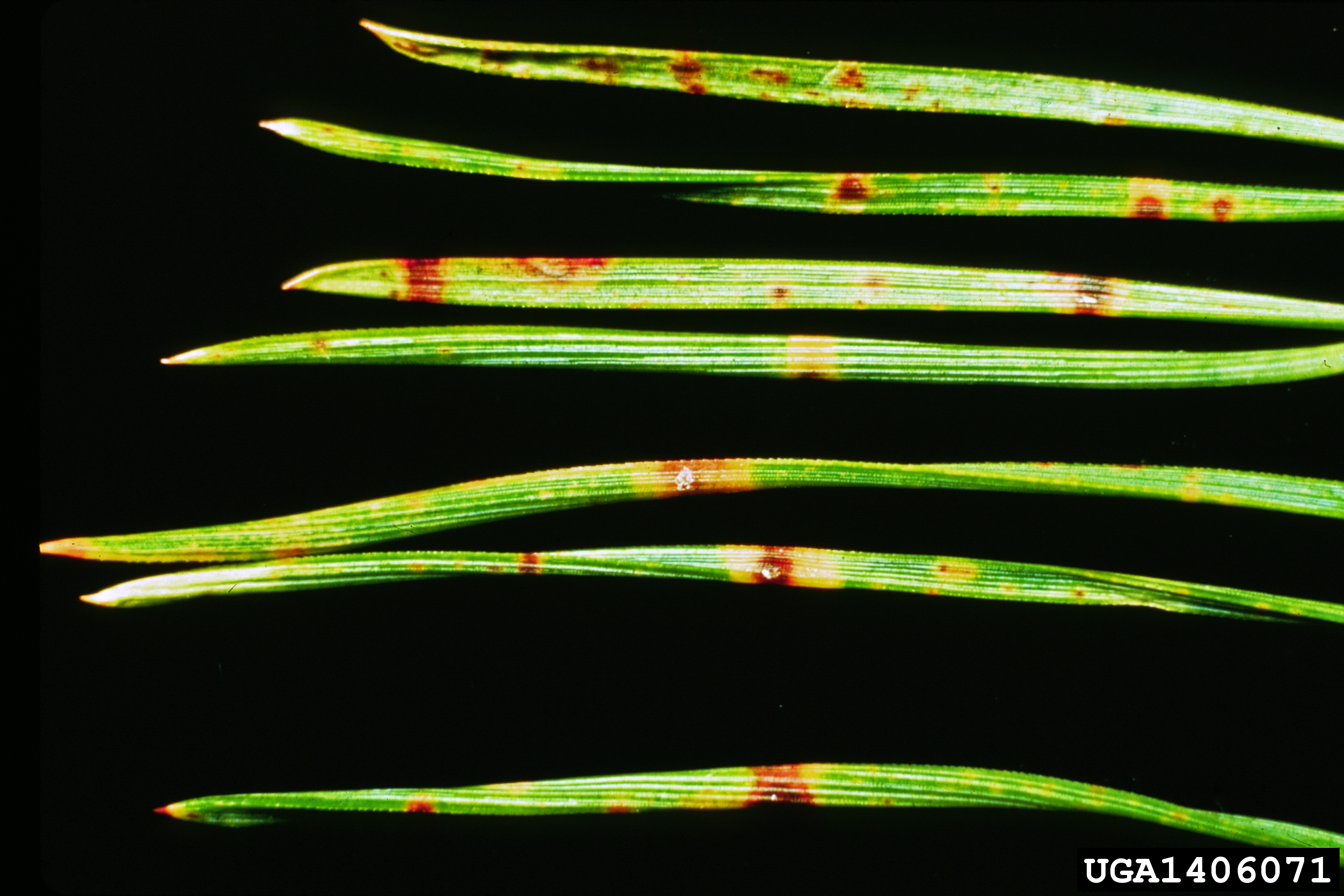
Symptomy na borovici lesní

## Význam
Ztráta přírůstků, prosvětlení koruny, oslabení stromů a vstupní brána dalším chorobám a parazitům.

## Ochrana rostlin
Sypavka borovice je jednou z relativně mála nemocí, proti kterým by mělo být profylakticky zasáhnuto ve vhodných podmínkách fungicidy. Chemická ochrana má význam především v lesních školkách. Je doporučována preventivní chemická ochrana rostlin ve čtrnáctidenních intervalech od první poloviny července do října. Teplé a vlhké počasí počátkem léta může chemickou ochranu posunout už na první polovinu června. 
Je třeba brát v úvahu závažnost napadení v předchozím roce, jakož i místní podmínky a povětrnostní situaci.
Mnoho napadených ploch, vlhké stanoviště a vlhké počasí od července do září obvykle podporuje infekci.

### Doporučované přípravky
Povolené přípravky pro lesnictví jsou Dithane DG Neotec, Dithane M 45, Flowbrix, Ortiva a Novozir.

### Rezistence
V některých zemích (ve Francii a ve Skandinávii) se přirozeně v porostech a lesních školkách objevují rezistentní jedinci a během několika generací tak lze předpokládat umělý výběr i přirozený rozvoj tohoto znaku.